# لا تؤذي (لوست)
«لا تؤذي» هي الحلقة العشرون من الموسم الأول من لوست. أخرج الحلقة ستيفن ويليامز وكتبتها جانيت تامارو. تم بثها لأول مرة في 6 أبريل 2005 على قناة ABC.
أثناء مساعيه لإقامة اتصال مع العالم الخارجي من على متن طائرة تم اكتشافها بين الأشجار في الغابة، يتعرض بون كارليل (إيان سومرهالدر) لإصابة حرجة عندما تنقلب الطائرة فجأة وتصطدم بالأرض. ومن ثم، يسعى جاك شيبارد (ماثيو فوكس) بشكل يائس لإنقاذه. يتناول الفلاشباك في هذه الحلقة قصة زواج جاك من مريضة سابقة هي سارة (جولي بوين).

## القصة

### الفلاشباك
يُظهر الفلاشباك مراحل تحضير وحدوث حدث زواج جاك من سارة وهي مريضة سابقة "أصلحها" بعد إصابتها في حادث سيارة. يعاني جاك من تردد حول وعوده الزواجية، حيث يفاجأ بوالده كريستيان (جون تيري) الذي يظهر فجأة، ويقدم له نصائح بخصوص كتابة الوعود. يشير والده إلى أنَّ قوة جاك تكمن في التفاني، ويعتبر أن مشكلته هي عدم مهارته في "ترك الأمور". يتأمل جاك في كلمات والده، وأخيرًا يكتب وعوده في اللحظة المناسبة لحفل الزفاف، حيث يُشدد على كيفية "إصلاح" سارة إياه.

### على الجزيرة
بون يعاني من إصابات خطيرة جراء سقوطه أثناء تواجده داخل طائرة البيتشكرافت في الحلقة السابقة، حيث فقد كمية كبيرة من الدم، وانهارت إحدى رئتيه، وتعرضت ساقه اليمنى للسحق. يكلف جاك كيت أوستن بالتوجه للحصول على كحول من جيمس "سوير" فورد. أثناء عودتها، تكتشف كيت أن كلير ليتلتون (ايميلي دي رافن) قد دخلت في مرحلة الولادة بشكل غير متوقع.
سعيد جراح (نافين أندروز) يقوم بتحضير "عشاء بالشموع" لشانون رذرفورد (ماجي غرايس) بطريقة مفاجئة. تكشف شانون لسعيد أن بون هو أخوها الغير شقيق، وأنه "نوعاً ما" مغرم بها.
بون بحاجة إلى نقل دم من فئة أ-سلبي. يكلف الطبيب جاك تشارلي بيس (دومينيك موناغان) بالبحث عن أحد الناجين الذين يمتلكون نفس فئة الدم. وعند عدم نجاح البحث، يقرر جاك التبرع ببعض دمه من فئة أو-سلبي لإنقاذ حياة بون. يحاول جاك استخدام الخيزران كإبرة، ولكن يواجه صعوبة في اختراق جلده. تحل صن هوا كون (كيم يون-جين) الموضوع بتوفير قنفذ بحري، وباستخدام أشواكه، يبدأ جاك عملية نقل الدم بنجاح لبون.
جين سو كون (دانيال داي كيم)، أثناء العمل على بناء الطوف الجديد، يسمع نداء المساعدة من كيت ويستجيب لها بسرعة إلى جانب كلير. على الرغم من حاجز اللغة، إلا أن كيت تتمكن من توجيه جين للذهاب وطلب مجيء جاك. يتوجه جين بسرعة إلى الكهوف، لكن يجد جاك مشغولاً بعملية نقل الدم. يوجه جاك رسالة لجين (بمساعدة ترجمة صن) بأن يأخذ تشارلي لمساعدة كيت وكلير، ويقدم جاك تعليمات لتشارلي حول كيفية مساعدة كيت في عملية الولادة.
مع بداية ظهور علامات الارتباك على وجه جاك، تقوم صن بإيقاف عملية نقل الدم نظرًا لتجمع الدم في ساق بون الميتة. يحاول جاك بجهد إنقاذ ساق بون، ولكن يتبين أنها لا يمكن إصلاحها وأن بون سيموت إذا لم يتم بترها. يطلب جاك من مايكل دوسون (هارولد بيريناو) العثور على وسيلة لقطع ساق بون. وفجأة، يستعيد بون وعيه ويطلب من جاك أن "يتركه يذهب".
بون يكشف لجاك أنه اكتشف هو وجون لوك (تيري أوكوين) فتحة أرضية غامضة، ونصحه لوك بعدم إخبار أحد آخر بها. يقول بون "قل لشانون إنني..." ولكنه يموت دون إكمال الجملة. تنجب كلير طفلًا ذكرًا سليمًا. يخبر جاك شانون بوفاة بون، وتتوجه شانون فورًا إلى الكهوف حيث تنهمر دموعها فوق جثة بون. ينطلق جاك بحثًا عن لوك، معتقدًا أن بون قد تعرض للقتل.

## الإنتاج
في المخطط الأصلي للحلقة الحادية عشرة، كان من المقرر أن يرافق لوك شخصيتان ضيفتان للبحث عن كلير واكتشاف الفتحة. في الإنتاج النهائي، رافق بون لوك، وهو الاختيار الذي من شأنه أن يؤدي إلى وفاة بون. بينما صرح المنتجون التنفيذيون أن سومرهالدر أخذ نبأ وفاة شخصيته بشكل احترافي، قال سومرهالدر إنه وجدها "مدمرة جدًا". يُلاحظ موت بون كأول وفاة لشخصية رئيسية في المسلسل. وفقا للمنتجين التنفيذيين دامون ليندلوف وكارلتون كيس، أدلى موت بون المعنى من منظور القصة لتأجيج الصراع بين جاك ولوك الذي يؤدي إلى الأحداث في نهاية الموسم". ووصفته فارايتي بأنه "ساخنا".
بعد مغادرة سومرهالدر من العرض، وقعته ABC على عقد آخر لمدة عام واحد. صرح سومرهالدر أن كونه جزءًا من لوست كان «أعظم تجربة» لـ «أعظم عام في حياته».

## بعد البث
بلغ عدد المشاهدين الأمريكيين لهذه الحلقة 17.12 مليون. صنفت IGN وفاة بون في المرتبة الرابعة في قائمة أفضل عشرة وفيات في لوست.